# Priscilla Wolmer
 (mars 2025).
Motif : Une seule source nationale centrée
- Archive Wikiwix
- Bing
- Cairn
- DuckDuckGo
- E. Universalis
- Gallica
- Google
- G. Books
- G. News
- G. Scholar
- Persée
- Qwant
- (zh) Baidu
- (ru) Yandex
- (wd) trouver des œuvres sur Wikidata

| 1. | Préciser le motif de la pose du bandeau. | Précisez le motif de la pose du bandeau en utilisant la syntaxe suivante : {{admissibilité à vérifier\|date=avril 2025\|motif=remplacez ce texte par le motif}}                       |
| 2. | Informer les utilisateurs concernés.     | Pensez à avertir le créateur de l'article, par exemple, en insérant le code ci-dessous sur sa page de discussion : {{subst:avertissement admissibilité à vérifier\|Priscilla Wolmer}} |

 (mars 2025).
L'article doit être relu — et modifié si nécessaire — par des contributeurs indépendants pour apporter un regard critique aux contributions effectuées en violation des conditions d'utilisation de Wikipédia, tant sur la forme (notamment concernant le style encyclopédique, la proportionnalité) que sur le fond (la neutralité de point de vue, la qualité et l'indépendance des sources).
(Politique pour les contributions rémunérées | Comprendre le dépubage | En discuter)
 (mars 2025).
La mise en forme du texte ne suit pas les recommandations de Wikipédia : il faut le « wikifier ».
Les points d'amélioration suivants sont les cas les plus fréquents :
- Les titres sont pré-formatés par le logiciel. Ils ne sont ni en capitales, ni en gras.
- Le texte ne doit pas être écrit en capitales (les noms de famille non plus), ni en gras, ni en italique, ni en « petit »…
- Le gras n'est utilisé que pour surligner le titre de l'article dans l'introduction, une seule fois.
- L'italique est rarement utilisé : mots en langue étrangère, titres d'œuvres, noms de bateaux, etc.
- Les citations ne sont pas en italique mais en corps de texte normal. Elles sont entourées par des guillemets français : « et ».
- Les listes à puces sont à éviter, des paragraphes rédigés étant largement préférés. Les tableaux sont à réserver à la présentation de données structurées (résultats, etc.).
- Les appels de note de bas de page (petits chiffres en exposant, introduits par l'outil «  Source ») sont à placer entre la fin de phrase et le point final[comme ça].
- Les liens internes (vers d'autres articles de Wikipédia) sont à choisir avec parcimonie. Créez des liens vers des articles approfondissant le sujet. Les termes génériques sans rapport avec le sujet sont à éviter, ainsi que les répétitions de liens vers un même terme.
- Les liens externes sont à placer uniquement dans une section « Liens externes », à la fin de l'article. Ces liens sont à choisir avec parcimonie suivant les règles définies. Si un lien sert de source à l'article, son insertion dans le texte est à faire par les notes de bas de page.
- La présentation des références doit suivre les conventions bibliographiques. Il est recommandé d'utiliser les modèles {{Ouvrage}}, {{Chapitre}}, {{Article}}, {{Lien web}} et/ou {{Bibliographie}}. Le mode d'édition visuel peut mettre en forme automatiquement les références.
- Insérer une infobox (cadre d'informations à droite) n'est pas obligatoire pour parachever la mise en page.

Pour une aide détaillée, merci de consulter Aide:Wikification.
Si vous pensez que ces points ont été résolus, vous pouvez retirer ce bandeau et améliorer la mise en forme d'un autre article.

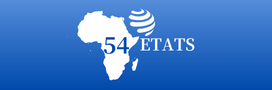
Média 54 ETATS

Priscilla Wolmer est une journaliste et entrepreneure française, reconnue pour son engagement dans le paysage médiatique panafricain. Titulaire d'un Master spécialisé en Management des Médias et du Numérique à Sciences Po Paris, suivi d'un MBA en Web Marketing et Communication Digitale. Son parcours professionnel l'a conduite chez Endemol et M6 (Studio 89), où elle a travaillé comme dénicheuse de talents pour des émissions de télé-réalité. Cependant, désireuse de se consacrer à une information plus substantielle, elle a fondé en mars 2009 sa propre société, Africa Digital Power (anciennement Wolmer Communication). En décembre 2017, elle a lancé la version numérique du magazine bilingue (Français et Anglais) 54 ÉTATS, dédié à l'actualité panafricaine, sans publicité et entièrement numérique.
En tant que directrice de 54 ÉTATS, Priscilla Wolmer a su adapter son média aux évolutions du monde digital, contribuant ainsi à la diffusion d'une information africaine moderne et dynamique. Elle incarne une nouvelle génération de femmes leaders dans les médias africains, alliant expertise, innovation et passion pour le continent,, .

## Carrière

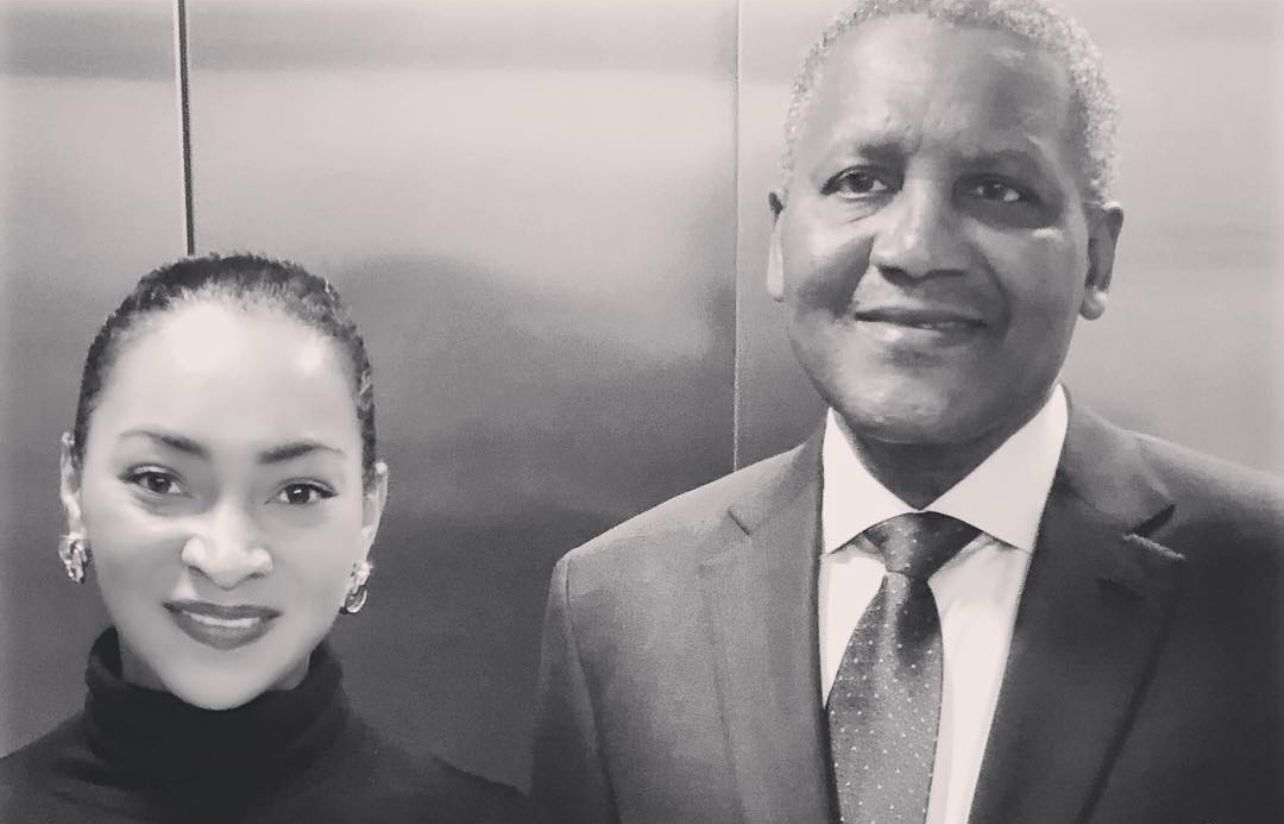
Priscilla Wolmer et Aliko Dangote

En mars 2009, Priscilla Wolmer fonde Africa Digital Power, une agence dédiée à la communication entre l’Europe, l’Afrique et les Caraïbes. Cette initiative vise à renforcer les liens médiatiques et culturels entre ces régions, en mettant en lumière des récits souvent sous-représentés. Ses principaux clients sont des organismes internationaux tels que l'ONU, l'AfDB et des groupes industriels tels que Dangote Group, AGCO.
En 2012, après avoir couvert le 17e sommet de l’Union africaine, elle lance le magazine 54 ÉTATS, en référence aux 54 pays du continent africain. Ce média, initialement en version imprimée, est devenu entièrement numérique en 2017, offrant une plateforme dédiée à l'actualité africaine et aux relations entre l'Afrique et le reste du monde.
En 2018, Priscilla Wolmer crée les émissions "Bienvenue chez Priss" et "La voix de l'ambassade", diffusée sur 54 ÉTATS et sur la chaîne YouTube du média. Ce premier programme propose des interviews de personnalités variées, issues des sphères culturelle et politique, ainsi que des individus moins connus mais porteurs de projets significatifs et le second propose des interview d'ambassadeurs afin que ces diplomates offrent un regard sur l'actualité de leur pays. L'émission "Bienvenue chez Priss" se distingue par son approche conviviale et respectueuse, privilégiant la mise en lumière de parcours inspirants. Elle est également impliquée dans des initiatives visant à soutenir l’industrialisation de l'Afrique et l'intégration énergétique régionale. Son engagement dans la mise en place de solutions énergétiques durables et son rôle actif dans les discussions concernant la gouvernance du secteur énergétique africain ont fait d'elle une voix influente. Priscilla Wolmer est une figure clé dans le domaine des affaires et de la communication en Afrique, ayant collaboré avec des chefs d'État africains, des ministres et des dirigeants d'entreprises dans le cadre de projets stratégiques pour le développement économique et énergétique du continent.

## Engagements et perspectives
Priscilla Wolmer est également impliquée dans le développement technologique de l'Afrique. Avec Africa Digital Power, elle ambitionne d'implanter des incubateurs de start-up en Afrique centrale, afin de soutenir les jeunes entrepreneurs à développer leurs projets et leurs entreprises, en leur fournissant du mentorat, des financements, des formations et un accompagnement stratégique et d'éviter une néo-colonisation numérique par des puissances étrangères. Elle plaide pour une collaboration étroite entre les gouvernements africains et la jeunesse du continent, visant à construire ensemble l'Afrique de demain.
Son parcours est marqué par une volonté constante de promouvoir une représentation diversifiée de l'Afrique dans les médias, tout en soutenant l'innovation et l'entrepreneuriat sur le continent.

## Influences et inspirations
Originaire de Guadeloupe, Priscilla Wolmer est profondément marquée par l’histoire de son archipel, notamment par la mémoire de la traite négrière et de la colonisation. Elle considère son identité créole comme une force et un moteur dans son engagement journalistique et entrepreneurial.
Parmi ses inspirations, elle cite la phrase de George Orwell : « La liberté de dire ce qui doit être dit, même quand ce n’est pas ce que l’on veut entendre. » Cette vision du journalisme guide son approche médiatique.

## Défis en tant que femme et afrodescendante
Priscilla Wolmer a dû faire face à des stéréotypes de genre et de race dans l’univers des médias et de la communication. Évoluant dans un secteur où les élites blanches sont dominantes, elle a dû prouver sa légitimité et se créer ses propres opportunités. Elle a également été confrontée à des remarques condescendantes, comme celle d’un journaliste lui affirmant que « le journalisme est une affaire sérieuse », insinuant qu’elle n’y avait pas sa place.

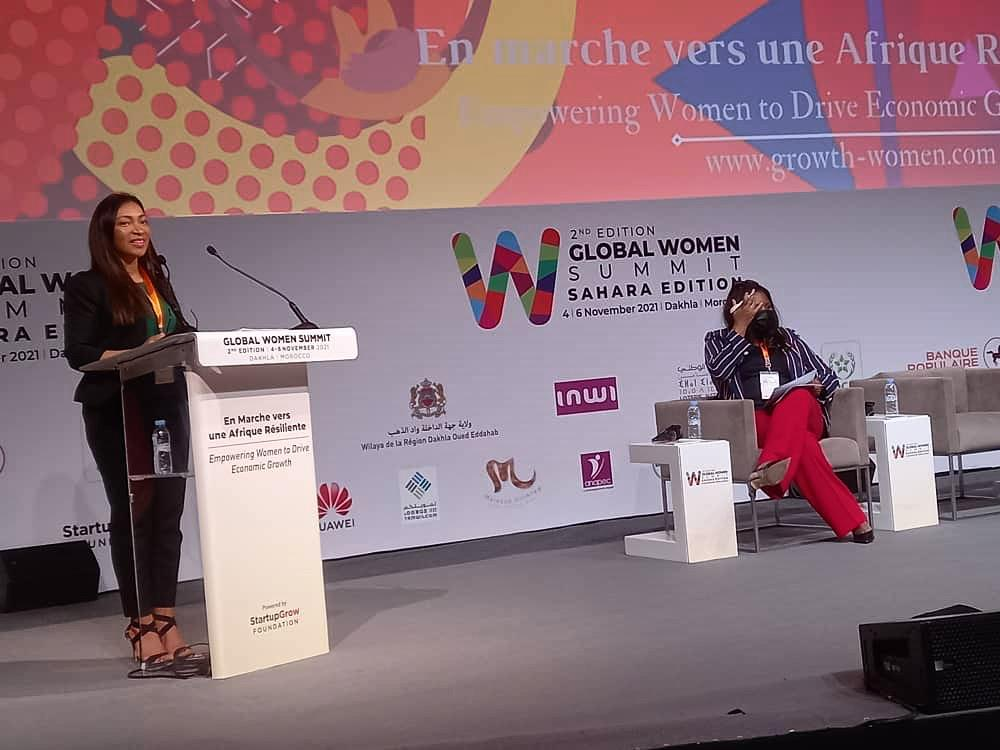
Priscilla Wolmer, Modératice Growth Women Maroc

Ces obstacles l’ont poussée à redoubler d’efforts pour imposer sa voix et encourager la diversité dans les médias. Elle milite pour une meilleure représentation des femmes, notamment celles issues de la diaspora africaine et caribéenne.

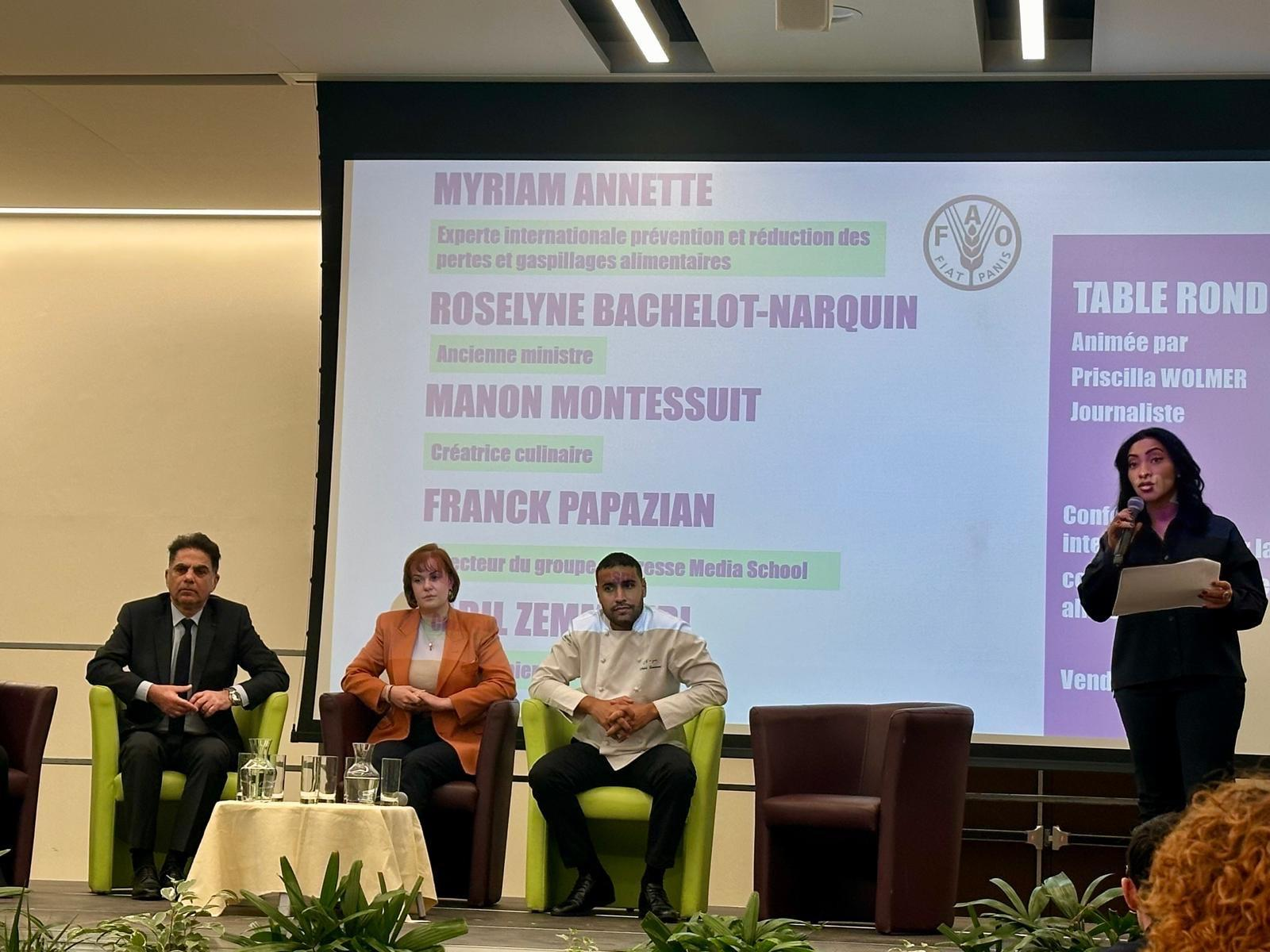
Priscilla Wolmer, Modératrice de la conférence internationale sur la lutte contre le gaspillage alimentaire à Courbevoie

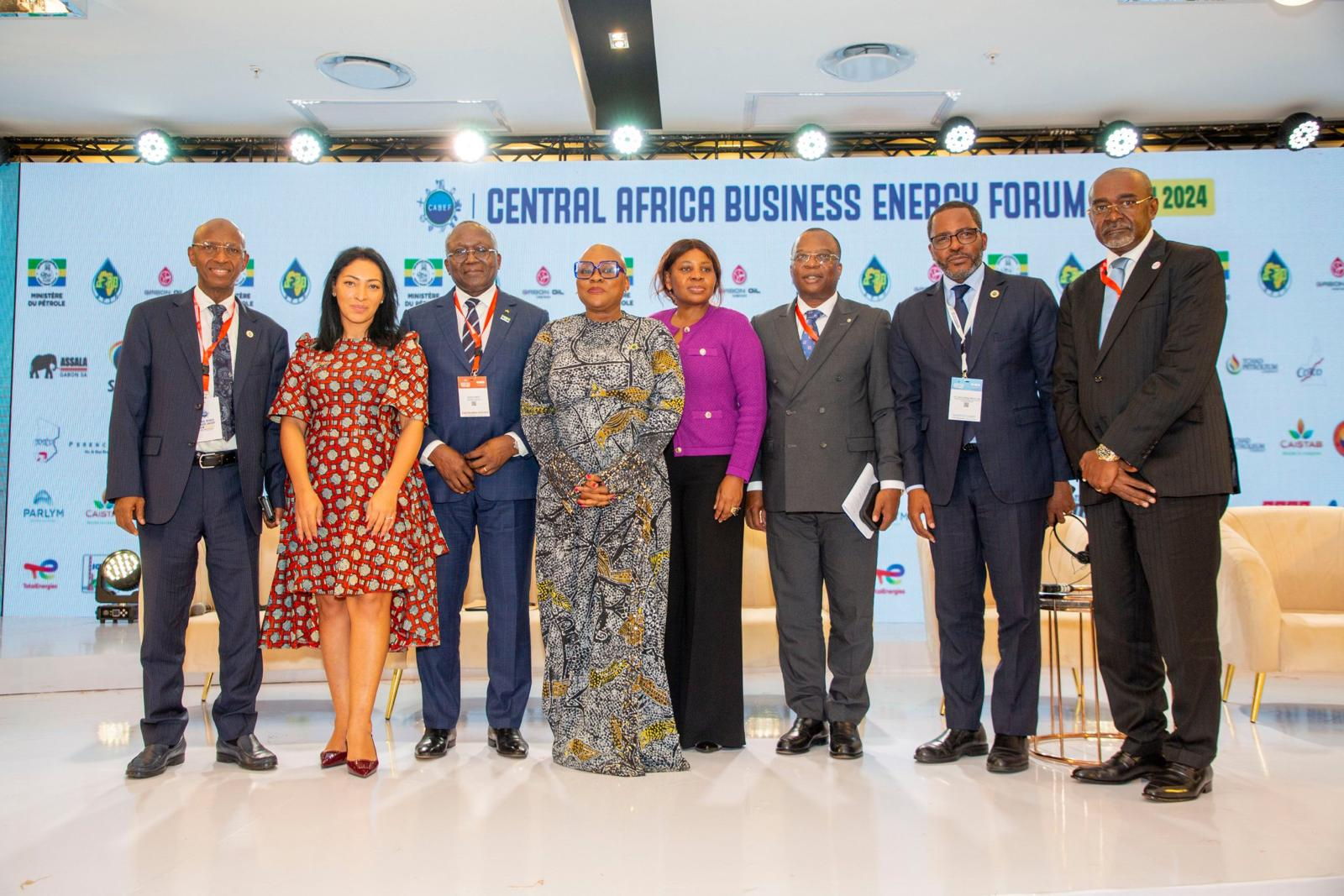
Priscilla Wolmer, modératrice panel ministériel CABEF 2025

## Impact et reconnaissance
Grâce à 54 ÉTATS, Priscilla Wolmer est devenue une figure influente du paysage médiatique africain et caribéen. Son engagement pour une information plus inclusive lui vaut d’être sollicitée pour des conférences et événements internationaux,.

## Vie personnelle
Priscilla Wolmer est maman d’une petite fille franco-sénégalaise, Jade,,.